# Yvan
Yvan est un prénom masculin, forme francisée du prénom Ivan.

## Étymologie
La forme française avec un Y- initial s'explique par l'analogie avec le prénom Yves. En réalité, la translittération du russe Иван donne Ivan. Il s'agit d'une forme slave correspondant à Jean en français.

## Variantes
- variante masculine : Ivan
- variante féminine : Yvanne[2]

## Célébration chrétienne
Saint Yvan est fêté le 27 décembre.

## Personnalités portant ce prénom

### A
- Yvan Adam (1955-), un peintre, designer, affichiste et illustrateur québécois ;
- Yvan Alagbé (1971-), un artiste français de bande dessinée ;
- Yvan Allaire, un professeur émérite de stratégie à l'Université du Québec à Montréal), cofondateur du Groupe Sécor ;
- Yvan Amar (1950-1999), un écrivain et conférencier français de spiritualité, fondateur des éditions du Relié ;
- Yvan Attal (1965-), un acteur, réalisateur, scénariste et dialoguiste français ;
- Yvan Audouard (1914-2004), un journaliste, écrivain et français ;
- Yvan Aumont (1938-), un ingénieur, journaliste et dirigeant royaliste français.

### B
- Yvan Beausire (1913-1996) dit « Leclerc », un ancien combattant français de la Seconde Guerre mondiale ;
- Yvan Beck (1909-1963), un footballeur yougoslavo-français ;
- Yvan Belleau (1958-), un clarinettiste et saxophoniste de jazz québécois ;
- Yvan Benedetti (1965-), un militant d'extrême droite français ;
- Yvan Benoît (1957-), un acteur québécois ;
- Yvan Bernier (1960-), un administrateur, homme d'affaires et homme politique québécois ;
- Yvan Blondin, un chef d'état-major de la Force aérienne des Forces canadiennes ;
- Yvan Blot (1948-), un haut fonctionnaire, homme politique et essayiste français ;
- Yvan Bordeleau (1942-), un psychologue, professeur et homme politique québécois ;
- Yvan Bourgis (1979-), un footballeur français ;
- Yvan Bourgnon (1971-), un skipper franco-suisse, frère de Laurent Bourgnon ;
- Yvan Brohard, un historien et commissaire d'exposition français, spécialiste du Moyen Âge et de la Renaissance ;
- Yvan Buonomo (1946-), un joueur international de rugby à XV français ;
- Yvan Burger (de son nom de scène, Yves Heimburger, 1957-1990), un comédien et chanteur français ;
- Yvan Busque (1983-), un joueur professionnel canadien de hockey sur glace ;
- Yvan Butler (1930-), un journaliste et réalisateur suisse.

### C
- Yvan Canuel (1935-1999), un acteur de télévision québécois ;
- Yvan Cassar (1966-), un compositeur, pianiste, directeur musical et arrangeur spécialisé dans la chanson ;
- Yvan Chevalier (1976-), un joueur français de rugby à XV ;
- Yvan Chiffre (1936-2016), un cascadeur français spécialisé dans les combats à l'arme blanche ;
- Yvan Colonna (1960-2022), un militant indépendantiste corse condamné pour l'assassinat du préfet Claude Érignac en 1998 ;
- Yvan Combeau, un historien français contemporain spécialiste de l'histoire politique et de l'histoire de La Réunion ;
- Yvan Cournoyer (1943-), un joueur de hockey sur glace canadien ;
- Yvan Craipeau, (1911-2001), un homme politique et militant trotskiste français ;
- Yvan Ducharme (1937-2013), un humoriste et acteur québécois ;
- Yvan Dutil (1970-), un astrophysicien canadien.

### D
- Yvan Dailly (1916-1983), un écrivain et compositeur belge ;
- Yvan Dalain (1927-2007), un reporter photographe, réalisateur et écrivain suisse ;
- Yvan Daniel (1909-1986), un prêtre et essayiste français ;
- Yvan Dautin, de son vrai nom Yvan Autain (1945-), un chanteur français ;
- Yvan Delporte (1928-2007), un scénariste belge francophone de bande dessinée et rédacteur en chef du journal Spirou ;
- Yvan-Chrysostome Dolto, de son nom d'artiste Carlos (1943-2008), un chanteur, acteur et fantaisiste français ;
- Yvan Desgagnés (1935-), un homme d'affaires et capitaine de bateaux québécois ;

### EFG
- Yvan Erichot (1990-), un footballeur français ;
- Yvan Estienne (1951-), un alpiniste et guide de haute montagne français spécialiste des expéditions dans l'Everest ;
- Yvan Fontana (1986-), un joueur professionnel français de hockey sur glace ;
- Yvan Frebert (1960-), un coureur cycliste professionnel français ;
- Yvan Garouel, un acteur et metteur en scène français ;
- Yvan Gastaut (1965-), un historien français, spécialiste de l'immigration en France et de ses rapports avec le sport, ainsi que de l'histoire du football ;
- Yvan Gauthier (1969-), un réalisateur, producteur de cinéma et scénariste français ;
- Yvan Goll, nom de plume d'Isaac Lang, (1891-1950), un poète et écrivain franco-allemand ;
- Yvan Govar, pseudonyme d'Yvan Govaerts (1935-1988), un acteur, scénariste et réalisateur belge ;
- Yvan Gradis (1958-), un écrivain, peintre, dessinateur, pionnier de la lutte anti-publicitaire.

### HIJK
- Yvan Homel (1924-2010), un résistant et homme politique français ;
- Yvan Hoste (1952-), un footballeur belge ;
- Yvan Hostettler (1959-), un éditeur et écrivain suisse ;
- Yvan Ischer (1961-), un saxophoniste, journaliste, producteur et animateur de radio suisse ;
- Yvan Jaquemet (1976-), plus connu sous le nom d'Yvan Peacemaker, un compositeur, producteur et musicien suisse ;
- Yvan Koenig, un égyptologue français ;
- Yvan Kyrla (1909-1943), un poète et comédien soviétique.

### L
- Yvan Labéjof, un comédien de théâtre, chanteur et metteur en scène antillais français ;
- Yvan Lachaud (1954-), un homme politique français ;
- Yvan Lacomblez dit Pipou (1946-), un musicien, auteur, compositeur, interprète belge ;
- Yvan Lagrange (1950-), un réalisateur français ;
- Yvan Lamonde, un historien québécois ;
- Yvan Landry (1931-), un pianiste, compositeur, arrangeur et chef d'orchestre québécois ;
- Yvan Larsen (1924-), un artiste sculpteur suisse ;
- Yvan Le Bolloc'h (1961-), un animateur de télévision, acteur et musicien français ;
- Yvan Le Louarn, plus connu comme Chaval (1915-1968), un dessinateur humoriste français ;
- Yvan Le Quéré (1948-), un footballeur français ;
- Yvan Lebourgeois (1962-) un footballeur professionnel français ;
- Yvan Leclerc (1951-), professeur de lettres modernes à l'université de Rouen, critique littéraire et spécialiste de Flaubert ;
- Yvan Loubier (1959-), un économiste et homme politique québécois.

### M
- Yvan Mainini (1944-), un dirigeant de basket-ball français ;
- Yvan Makhonine (1885-1973), un ingénieur et inventeur russe qui a vécu en France ;
- Yvan Manhès (1975-), un joueur et entraîneur de rugby à XV ;
- Yvan Marie (1913-1988), un coureur cycliste français ;
- Yvan Martel (1970-), un mathématicien français ;
- Yvan Mayeur (1960-), un homme politique belge, membre du Parti socialiste, bourgmestre de Bruxelles depuis 2013 ;
- Yvan Monka, vidéaste sur la plateforme YouTube, produisant des vidéos pédagogiques sur les mathématiques[4] ;
- Yvan Muller (1969-), un pilote automobile français dix fois vainqueur du Trophée Andros.

### NOPQ
- Yvan Noé, de son vrai nom Marie, Edgar, Jean Noetinger (1895-1963), un romancier, auteur dramatique, réalisateur et producteur de cinéma français ;
- Yvan Peacemaker, de son vrai nom Yvan Jaquemet (1976-), un compositeur, producteur et musicien suisse ;
- Yvan Perrin (1966-), un homme politique suisse ;
- Yvan Pommaux (1946-), un auteur français de littérature d'enfance et de jeunesse et de bande dessinée ;
- Yvan Ponton (1945-), acteur et animateur de télévision québécois ;
- Yvan Pélissier (1890-1929), un homme politique français ;
- Yvan Quenin (1920-2009), un joueur et dirigeant français de basket-ball ;
- Yvan Quentin (1970-), un joueur de football suisse.

### RSTU
- Yvan Rahbé (1959-), un biologiste, ingénieur agronome et chercheur franco-libanais ;
- Yvan Rajoarimanana (1988-), un footballeur malgache ;
- Yvan Reilhac (1995-), un joueur français de rugby à XV ;
- Yvan Rolando (1952-), un joueur professionnel québécois de hockey sur glace ;
- Yvan Roux (1965-), un joueur français de rugby à XV ;
- Yvan Roy (1944-), un footballeur français ;
- Yvan Salmon, plus connu sous son nom de plume Victor Noir (1848-1870), un journaliste français tué par le prince Pierre-Napoléon Bonaparte ;
- Yvan Salomone (1957-), un peintre français ;
- Yvan Stefanovitch, un journaliste d'investigation français et un auteur de livres politiques ;
- Yvan Tessier (1955-), un photographe français ;
- Yvan Theys (1936-2005), un peintre et sculpteur belge flamand ;
- Yvann Thibaudeau (1973-), un monteur québécois ;
- Yvan Touitou (1940-), un chronobiologiste français.

### VWXYZ
- Yvan Varco, un acteur et dramaturge français ;
- Yvan Vindret (1993-), un musicien, compositeur et producteur français ;
- Yvan Vouillamoz (1969-), un sauteur à ski suisse ;
- Yvan Watremez (1989-), un joueur français de rugby à XV ;
- Yvan Wouandji Kepmegni (1993-), un joueur de cécifoot français ;
- Yvan Ylieff (1941), un homme politique belge d'origine bulgare.

### Prénoms composés
- Deni Yvan Béchard (1974-), un écrivain et journaliste franco-américain ;
- Gabriel-Yvan Gagnon (1951-), un homme politique québécois ;
- Jacques-Yvan Morin (1931-), universitaire, juriste et homme politique québécois ;
- Marc-Yvan Côté (1947-), un homme politique québécois ;
- Paul-Yvan Marquis (1923-), un professeur de droit canadien.

| Sommaire : | - A - B - C - D - EFG - HIJK - L - M - NOPQ - RSTU - VWXYZ - Prénoms composés |

## Personnalités portant ce patronyme
- Alexandre-Urbain Yvan (1765-1839), un chirurgien militaire français ;
- Antoine Eugène Louis Yvan (1880-1914), écrivain français ;
- Melchior Yvan (1806-1873), homme politique français.

## Toponymie
- L'Île Saint-Yvan, une île de la mer Noire au large de Sozopol en Bulgarie ;
- Lac Yvan, plusieurs lacs du Canada au Québec :
  - dans la région des Laurentides :
    - 46° 08′ 44″ N, 74° 46′ 38″ O,
    - 46° 50′ 11″ N, 74° 48′ 00″ O,
    - 45° 53′ 08″ N, 74° 02′ 11″ O ;

  - dans la région Saguenay–Lac-Saint-Jean :
    - 49° 22′ 26″ N, 70° 12′ 20″ O,
    - 50° 18′ 04″ N, 72° 25′ 56″ O,
    - 48° 26′ 58″ N, 72° 53′ 18″ O,
    - 49° 24′ 56″ N, 73° 19′ 14″ O,
    - 48° 30′ 57″ N, 72° 38′ 44″ O,
    - 49° 08′ 58″ N, 70° 44′ 23″ O,
    - 49° 28′ 39″ N, 71° 26′ 27″ O,
    - 48° 43′ 24″ N, 70° 44′ 57″ O ;

  - dans la région Abitibi-Témiscamingue :
    - 48° 01′ 27″ N, 76° 17′ 03″ O,
    - 48° 04′ 05″ N, 76° 21′ 40″ O,
    - 48° 39′ 42″ N, 76° 20′ 52″ O ;

  - dans la province de Mauricie : 47° 45′ 30″ N, 72° 14′ 52″ O ;
  - dans la région de Lanaudière : 46° 29′ 17″ N, 73° 56′ 43″ O ;
  - dans la région Chaudière-Appalaches : 45° 52′ 31″ N, 70° 20′ 31″ O ;
  - dans la région de la Côte-Nord : 49° 26′ 47″ N, 68° 19′ 47″ O.

## Musique
- Yvan-Chrysostôme, un album studio de 1991 enregistré par le chanteur français Carlos, dont le nom de naissance est Yvan-Chrysostôme Dolto ;
- Chanson pour Yvan Leyvraz, une chanson de Michel Bühler de 1997 ;
- Yvan du Dub, une chanson de Kinkeliba tirée de l'album Qui sait ? de 2004.

## Danse
- Yvan Vaffan, un ballet contemporain du chorégraphe français Jean-Claude Gallotta, sur une musique originale d'Henry Torgue et Serge Houppin.

## Cinéma
- Delphine 1, Yvan 0, un film français réalisé par Dominique Farrugia sorti en 1996.

## Poésie
- Le prix international de poésie francophone Yvan-Goll, un prix littéraire (annuel depuis 1998) décerné par la Fondation Yvan-et-Claire-Goll lors du Marché de la poésie, manifestation annuelle se déroulant place Saint-Sulpice à Paris, en mémoire du poète Yvan Goll.

## Architecture
- Stade Yvan Georges, un stade de football situé à Virton en Belgique, qui accueille les matchs du Royal Excelsior Virton ;
- Olympia Yvan-Cournoyer, une aréna (patinoire de hockey sur glace) située à Drummondville au Québec (Canada).